# Archaeogomphus vanbrinkae
Archaeogomphus vanbrinkae – gatunek ważki z rodziny gadziogłówkowatych (Gomphidae). Występuje na terenie Ameryki Południowej.